# NGC 1488
NGC 1488 је двојна звезда у сазвежђу Бик која се налази на NGC листи објеката дубоког неба.
Деклинација објекта је + 18° 34' 0" а ректасцензија 4h 0m 4,7s. Привидна величина (магнитуда) објекта NGC 1488 износи 11,6.